# San Pedro Sacatepéquez, Guatemala
San Pedro Sacatepéquez är en kommunhuvudort i Guatemala.   Den ligger i departementet Guatemala, i den centrala delen av landet, 15 km väster om huvudstaden Guatemala City. San Pedro Sacatepéquez ligger 2 083 meter över havet och antalet invånare är 14 315.
Terrängen runt San Pedro Sacatepéquez är huvudsakligen kuperad. San Pedro Sacatepéquez ligger uppe på en höjd. Runt San Pedro Sacatepéquez är det mycket tätbefolkat, med 4 343 invånare per kvadratkilometer. Närmaste större samhälle är Guatemala City, 14,9 km öster om San Pedro Sacatepéquez. Runt San Pedro Sacatepéquez är det i huvudsak tätbebyggt.